# 辛德吉
辛德吉（Sindgi），是印度卡纳塔克邦Bijapur县的一个城镇。总人口27749（2001年）。

## 人口
该地2001年总人口27749人，其中男性14252人，女性13497人；0—6岁人口4333人，其中男2272人，女2061人；识字率56.23%，其中男性为63.47%，女性为48.58%。